# Jiang Hengnan
Jiang Hengnan (en chinois 江亨南, né le 6 octobre 1995) est un athlète chinois, spécialiste du sprint.
Le 15 juin 2018, il porte son record personnel sur 100 m à 10 s 22 (+1.5), à Guiyang.
Avec l’équipe de relais 4 x 100 m, il remporte dans un premier temps le titre des Championnats d’Asie 2019 à Doha avant d’être disqualifié pour passage hors zone.